# TASM
Turbo Assembler (TASM) — програмний пакет компанії Borland, призначений для розробки програм мовою асемблера для архітектури x86. Крім того, TASM може працювати спільно з трансляторами з мов високого рівня фірми Borland, такими як Turbo C і Turbo Pascal.
Як і інші програмні пакети серії Turbo, Турбо Асемблер більше не підтримується.

## Особливості
- Можливості об'єктно-орієнтованого програмування;
- 32-розрядна модель та підтримка кадру стека;
- Підтримка інтерфейсу захищеного режиму DOS (DPMI) для роботи Турбо Асемблера в захищеному режимі під управлінням Microsoft Windows;
- Повна підтримка процесорів Intel 80386 і i486;
- Спрощені директиви визначення сегментів;
- Поліпшене керування лістингом;
- Підтримка таблиць;
- Перераховні типи;
- Розвинені інструкції роботи з прапорами;
- Нові засоби підтримки структур;
- Швидка операція множення з безпосереднім (прямим) операндом;
- Підтримка множинних визначень;
- Директива специфікації VERSION;
- Режим сумісності (Quirks mode) для емуляції MASM;
- Повне налагодження на рівні початкового тексту за допомогою Турбо налагоджувача;
- Вбудована утиліта генерації перехресних посилань (TCREF);
- Файли конфігурації і командні файли;
- Утиліта - перетворювач файлів .h в .ash.

## Приклад програми
Приклад програми Hello, world! для MS-DOS на TASM в режимі IDEAL:
```
 

IDEAL

MODEL
 
TINY

CODESEG

STARTUPCODE

        
mov
 
ah
,
9

        
lea
 
dx
,[
Msg
]

        
int
 
21
h

        
int
 
20
h

Msg
     
DB
 
'
Hello
 
World
'
,
13
,
10
,
'
$
'

END

```